# Deutscher Drachenboot Verband
Der Deutsche Drachenboot Verband e. V. (DDV) ist ein ehrenamtlich geführter Verband, der sich zur Aufgabe gemacht hat, den Drachenbootsport in Deutschland und in den internationalen Drachenboot-Verbänden European Dragon Boat Federation (EDBF) und International Dragon Boat Federation (IDBF) zu vertreten und zu organisieren. Seit der Gründung am 14. Juni 1990 in Hamburg, mit drei Mannschaften unter dem ersten Präsidenten Alfred Kramer, hat der Verband sich zu einem der weltweit erfolgreichsten Drachenboot-Verbände entwickelt. Pflege und Bewahrung der traditionellen Drachenboot-Kultur ist ein weiteres Verbands-Ziel.

## Aktivitäten
Die jährlich durchgeführten Deutschen Drachenboot-Meisterschaft ist sicherlich die bedeutendste Veranstaltung im Saisonverlauf des DDV. Die erreichten Platzierungen entscheiden auch über die Qualifizierung zu internationalen Wettkämpfen (Europameisterschaften, Weltmeisterschaften) auf der Basis von Vereinsmannschaften.
Die im jährlichen Wechsel stattfindenden Europa- und Weltmeisterschaften der Nationalmannschaften, werden von ausgesuchten und durch viele Tests qualifizierten Bewerbern besucht, die über verschiedene Klassen nach Alter und Geschlecht die Nationalmannschaft bilden.